# Кармона (тайфа)
Тайфа Кармона (исп. Taifa de Carmona) — средневековое мусульманское государство на юге современной Испании, существовавшее в течение двух временных интервалов: 1013-1066 и 1143-1150 годах. В 1066 году тайфа Кармона была завоёвана более сильной тайфой Севильей. В 1091 году территория тайфы стала частью государства Альморавидов. В 1143 году Кармоне на семь лет удалось восстановить самостоятельность. В 1150 году тайфа Кармона была окончательно завоёвана Альмохадами.

## Правители тайфы Кармона
- Бирзалиды
  - Абдаллах (1013/1014-1023/1024)
  - Мухаммад (1023/1024-1042/1043)
  - Исхак (1042/1043-1052/1053)
  - аль-Азиз (1052/1053-1066/1067)
- под контролем тайфы Севильи (1066/1067-1091)
- под контролем Альморавидов (1091—1143)
- Дарддусиды
  - Дарддус (около 1143—1150)
- под контролем Альмохадов (1150—1248)